# Crash činel

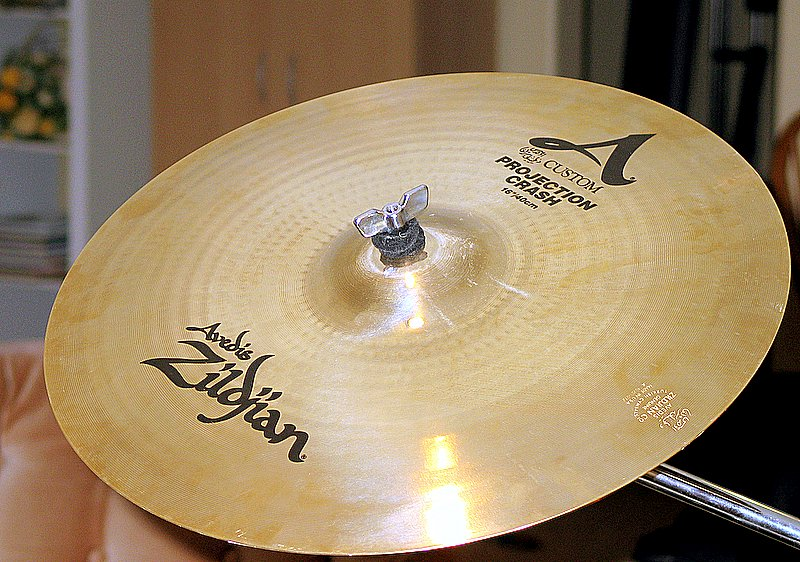
Crash činel Zildjian

Crash činel je typ činelu, jež vydává ostrý hlasitý zvuk. Proto se využívá k hraní akcentů. Pojem „crash” poprvé použila firma Zildjian už v roce 1928. Na crash činely se nejčastěji hraje dřevěnou nebo plstěnou paličkou. Ve standardní výbavě bicí soupravy je jeden nebo dva crash činely. Činely se umisťují na samostatné stojany. Někteří rockoví bubeníci hrají současně na dva crash činely — výsledkem je velmi silný zvuk.

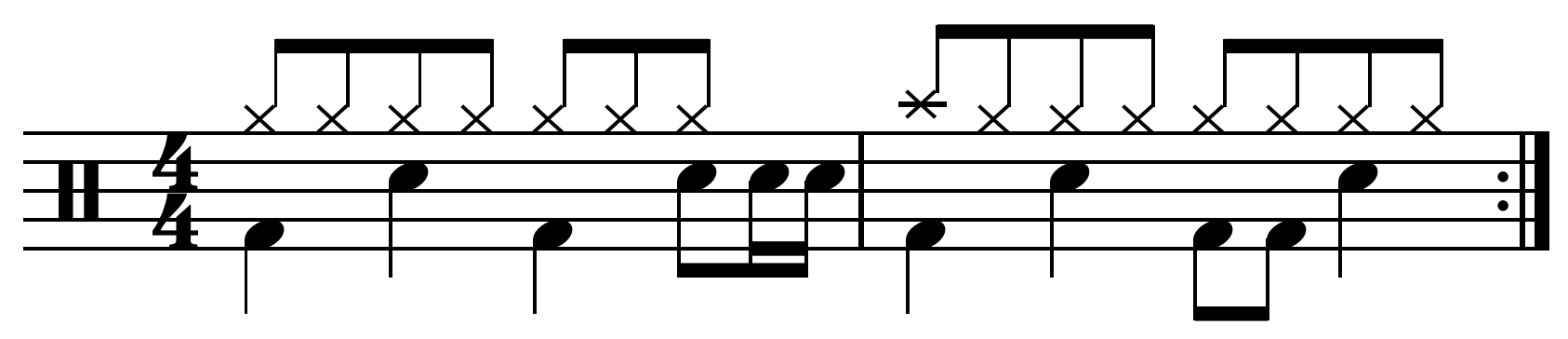
V rocku a populární hudbě se crash činel používá hlavně po breaku, kde se hraje na první notu následujícího taktu. Bývá hrán současně s bassovým bubnem.

Crash činely mohou mít různou tloušťku — některé jsou slabé skoro jako list papíru, jiné jsou silné několik milimetrů. Všechny jsou ale u okrajů slabé. Tloušťka činelu závisí na hudebním žánru: hard rockoví a heavy metaloví bubeníci používají tlustší činely, v popu a folku se spíše setkáme se slabšími činely. Typický průměr crash činelů je 14 až 18 palců. Větší činely jsou naladěny níže, mají delší sustain a reagují o něco pomaleji

## Umístění
Pravorucí bubenící, kteří mají v sestavě pouze jeden crash činel, ho nejčastěji umisťují na levou stranu bicí soupravy. Oproti tomu širší ride činely najdeme spíše na pravé straně. Bubeníci, kteří používají více crash činelů je pak umisťují po obou stranách soupravy, méně často také blízko nad jiné činely — obvykle nad širší ride činely.

## Praskání
Díky častým úderům na okraj činelu, mají crashe ze všech činelů, které tvoří bicí soupravu, nejmenší životnost. Poškození činelu se projevuje změnou tvaru, praskáním poblíž okraje, které míří do středu činelu. Praskání bývá způsobeno špatnou technikou hry nebo příliš agresivní hrou. Méně často bývá způsobeno výrobní závadou a nebo poškozením, které není způsobené hrou, například pádem. Pokud není prasknutému činelu věnována žádná péče, prasknutí se rozpíná po obvodu činelu. Často se pak spojí s místem, odkud se začalo šířit a kus činelu jednoduše odpadne. Obřezání praskliny často zcela zastaví další šíření praskání.

## Crash činely v symfonických orchestrech
Standardní výbavou každého většího symfonického orchestru je pár stejně velkých crash činelů. Hráč na tyto činely drží každý z nich v jedné ruce pomocí kožených smyček, které jsou provlečeny středem činelu. Ostrý zvuk pak vznikne úderem jednoho činelu o druhý. Takovéto crash činely se také používají ve vojenských a pochodových kapelách.

## Zvukové ukázky
| Popis                                                       | Ukázka (Ogg Vorbis) |
| ----------------------------------------------------------- | ------------------- |
| Crash činel                                                 | 52 KB               |
| Pro více ukázek vizte také článek Bicí na Wikipedia Commons |                     |